# Dantewada
Dantewada (Hindi: दंतेवाड़ा, Dantevāṛā) ist eine Kleinstadt im indischen Bundesstaat Chhattisgarh.
Die Stadt hatte beim Zensus 2011 13.633 Einwohner. Dantewada ist Verwaltungssitz des gleichnamigen Distrikts.
Dantewada liegt an der Mündung des Flüsschens Shankhini in den Fluss Dankini, einem linken Nebenfluss der Indravati. Die Stadt befindet sich 75 km westlich von Jagdalpur. Eine Eisenbahnstrecke führt vom 30 km südlich gelegenen Kirandul über Dantewada nach Jagdalpur.
Die Stadt gehört zu den ältesten Städten Indiens und war früher die Hauptstadt eines Königreiches und auch als Tarlapal und Dantawali bekannt. Der Name der Stadt leitet sich von der Göttin Danteshwari ab, die als Inkarnation von Shakti gilt.

## Sehenswürdigkeiten
- Der Danteshwari-Tempel in Dantewada ist der Tempel von Danteshwari, einer lokalen Göttin. Der im südindischen Baustil errichtete Tempel ist einer von 52 Shakti Pithas, heiligen Stätten der Shakti-Verehrung.

## Demografie
Dantewada liegt im Herzen des indischen Stammeslandes. Die Bevölkerungsmehrheit bilden „tribals“.
Dantewada hatte im Jahr 2011 13.633 Einwohner. Die männliche Bevölkerung hat einen Anteil von 53 Prozent die weibliche von 47 Prozent. Dantewada hat eine Alphabetisierungsrate von 74 Prozent, höher als der nationale Durchschnitt, der 59,5 Prozent beträgt; bei Männern liegt sie bei 78 Prozent, bei Frauen bei 61 Prozent. In Dantewada sind 14 Prozent der Bevölkerung unter sechs Jahre alt.

## Klima
Das Klima in Dantewada ist tropisch. In den Monsunmonaten Juli und August fallen die meisten Niederschläge. Der durchschnittliche Jahresniederschlag beträgt 1391 mm. Die mittlere Jahrestemperatur liegt bei 26,2 °C.
|                       | Jan  | Feb  | Mär  | Apr  | Mai  | Jun  | Jul  | Aug  | Sep  | Okt  | Nov  | Dez  |   |      |
| Mittl. Tagesmax. (°C) | 28,9 | 31,7 | 35,3 | 37,7 | 39,5 | 35,2 | 29,4 | 29,4 | 30,3 | 30,4 | 28,8 | 28,1 | ⌀ | 32,1 |
| Mittl. Tagesmin. (°C) | 13,2 | 16,1 | 19,8 | 23,8 | 26,4 | 25,4 | 23,3 | 23,2 | 23,2 | 21,1 | 15,9 | 12,9 | ⌀ | 20,4 |
|                       |      |      |      |      |      |      |      |      |      |      |      |      |   |      |
| Niederschlag (mm)     | 4    | 5    | 16   | 30   | 34   | 176  | 395  | 405  | 204  | 103  | 16   | 3    | Σ | 1391 |

| 13,2 |

| 16,1 |

| 19,8 |

| 23,8 |

| 26,4 |

| 25,4 |

| 23,3 |

| 23,2 |

| 23,2 |

| 21,1 |

| 15,9 |

| 12,9 |

| 13,2 |

| 16,1 |

| 19,8 |

| 23,8 |

| 26,4 |

| 25,4 |

| 23,3 |

| 23,2 |

| 23,2 |

| 21,1 |

| 15,9 |

| 12,9 |